# Lake Stevens
Lake Stevens é uma cidade localizada no estado norte-americano de Washington, no Condado de Snohomish.

## Demografia
Segundo o censo norte-americano de 2000, a sua população era de 6361 habitantes.
Em 2006, foi estimada uma população de 8007, um aumento de 1646 (25.9%).

## Geografia
De acordo com o United States Census Bureau tem uma área de
5,6 km², dos quais 5,6 km² cobertos por terra e 0,0 km² cobertos por água. Lake Stevens localiza-se a aproximadamente 80 m acima do nível do mar.

## Localidades na vizinhança
O diagrama seguinte representa as localidades num raio de 12 km ao redor de Lake Stevens.